# Estação Cartagena
Cartagena é uma estação da Linha 7 do Metro de Madrid.

## História
A estação abriu ao público em 17 de março de 1975 com a segunda seção da linha que entrou em operação entre as estações Pueblo Nuevo e Avenida de América.